# Exochus washingtonensis
Exochus washingtonensis är en stekelart som först beskrevs av Davis 1897.  Exochus washingtonensis ingår i släktet Exochus och familjen brokparasitsteklar. Inga underarter finns listade i Catalogue of Life.